# يوهان شوبر
يوهانس "يوهان" شوبَر (14 نوفمبر 1874 في بيرغ – 19 أغسطس 1932 في بادن باي فيينا)، حقوقي ومسؤول أمني وسياسي نمساوي. عُيّن رئيسًا لشرطة فيينا عام 1918، وأصبح أول رئيس لمنظمة الشرطة الجنائية الدولية (الإنتربول) عند تأسيسها عام 1923، وظل يشغل كلا المنصبين حتى وفاته. شغل منصب مستشار النمسا من يونيو 1921 حتى مايو 1922، ومرة أخرى من سبتمبر 1929 حتى سبتمبر 1930. كما تولّى قيادة عشر وزارات بشكل مؤقت، من بينها وزارات التعليم، والمالية، والتجارة، والخارجية، والعدل، والداخلية، أحيانًا لبضعة أيام أو أسابيع فقط.
وعلى الرغم من انتخابه في المجلس الوطني كزعيم لتحالف فضفاض ضمّ حزب الشعب الألماني الكبير وحزب الأراضي (لاندبوند) في نهاية مسيرته السياسية، إلا أن شوبَر لم ينضم رسميًا إلى أي حزب سياسي. وبقي بذلك المستشار الوحيد في تاريخ النمسا الذي لم يكن له انتماء أيديولوجي رسمي، حتى عام 2019 عندما عُيّنت بريغيت بيرلاين كأول امرأة تتولى المنصب.